# Décembre 2016
Cette page présente les faits marquants du mois de décembre 2016.

## Évènements
- 1er décembre : 
  - élection présidentielle en Gambie.
  - le prince Vajiralongkorn est proclamé roi de Thaïlande sous le nom de Rama X.
- 2 décembre : l'European Investigative Collaborations dévoile les Football Leaks.
- 4 décembre :
  - élection présidentielle en Autriche (2e tour) ;
  - référendum constitutionnel en Italie ;
  - élection présidentielle en Ouzbékistan.
- 5 décembre :
  - le président du Conseil italien Matteo Renzi démissionne au lendemain de sa défaite au référendum constitutionnel qu'il avait organisé ;
  - le premier ministre néo-zélandais John Key démissionne pour raison personnelle, Bill English lui succède le 12.
- 6 décembre :
  - fin de la bataille de Syrte en Libye, les forces du GNA reprennent Syrte à l'État islamique ;
  - en France, Bernard Cazeneuve est nommé Premier ministre après la démission de Manuel Valls.
  - en Allemagne, le meurtre de Maria Ladenburger relance le débat sur les conséquences de la crise des migrants à la suite de l'arrestation d'un afghan.
- 7 décembre :
  - élections générales au Ghana ;
  - le vol 661 Pakistan International Airlines s'écrase au Pakistan avec 48 personnes à bord.
- 8 décembre : en Corée du Sud, le parlement vote la destitution de la présidente Park Geun-hye.
- 9 décembre : au Nigéria, un attentat à Madagali commis par deux femmes kamikazes de Boko Haram fait 56 morts et 57 blessés.
- 10 décembre : 
  - en Turquie, au moins 44 personnes meurent dans un double attentat à Istanbul ;
  - au Nigeria, l'effondrement d'une église cause la mort d'au moins 160 personnes à Uyo[1].
- 11 décembre :
  - en Égypte, un attentat dans l'église copte Saint-Pierre et Saint-Paul au Caire fait au moins 24 morts ;
  - en Somalie, au moins 29 personnes meurent dans un attentat à Mogadiscio ;
  - l'État islamique reprend Palmyre au régime syrien ;
  - en Suisse, le tunnel de base du Saint-Gothard, le plus long tunnel du monde, est ouvert à la circulation.
  - référendum constitutionnel au Kirghizistan ;
  - élections législatives en Macédoine ;
  - élections législatives en Roumanie.
- 12 décembre : en Italie, à la suite de la démission de Matteo Renzi, Paolo Gentiloni est nommé président du Conseil.
- 14 décembre : la FED décide pour la seconde fois en 10 ans d'augmenter son taux de refinancement à 0,75 %.
- 15 décembre : le système de positionnement par satellites de l'Union européenne Galileo devient opérationnel.
- 16 décembre : le miracle de la liquéfaction du sang de saint Janvier de Bénévent n'a pas lieu à Naples alors que celui ci se produit tous les 19 septembre, 16 décembre et le samedi précédant le premier dimanche de mai.
- 17 décembre :
  - élection de Miss France 2017 à l'Arena de Montpellier ;
  - un attentat à Kayseri en Turquie fait au moins 14 morts et 55 blessés.
- 18 décembre :
  - élections législatives en Côte d'Ivoire ;
  - un attentat-suicide à Aden au Yémen fait 40 morts et 50 blessés[2].
- 19 décembre :
  - Andreï Karlov, ambassadeur de Russie en Turquie, est assassiné à Ankara ;
  - un attentat au camion-bélier revendiqué par l'État islamique vise le marché de Noël de la Breitscheidplatz à Berlin ;
  - le collège électoral élit le républicain Donald Trump 45e président des États-Unis.
- 22 décembre : fin de la bataille d'Alep, les derniers rebelles et civils assiégés sont évacués et le régime syrien et ses alliés reprennent le contrôle total de la ville.
- 23 décembre : 
  - le Conseil de sécurité des Nations unies adopte une résolution condamnant le peuplement israélien des territoires occupés.
  - un attentat contre deux boutiques tenues par des chrétiens, vendant vins et alcools, fait neuf morts dans le quartier chiite de Ghadeer, à Bagdad (Irak)[3].
- 25 décembre : 
  - un Tupolev Tu-154 russe transportant les Chœurs de l’Armée rouge s’abîme en mer Noire ;
  - le français Thomas Coville établit, en 49 jours et trois heures, un nouveau record du tour du monde à la voile en solitaire.
- 31 décembre : 
  - un attentat à Bagdad (Irak), revendiqué par l'État islamique, fait 27 morts et 53 blessés[4].
  - en République démocratique du Congo, le président Joseph Kabila trouve un accord avec l'opposition pour organiser une élection présidentielle, ce qui permet de mettre fin à la crise politique.
  - un massacre est perpétué à Campinas (Brésil).